# Raguhn-Jeßnitz
Raguhn-Jeßnitz település Németországban, azon belül Szász-Anhalt tartományban. Lakosainak száma 8782 fő (2023. december 31.).

## Népesség
A település népességének változása:
| Lakosok száma | 9083 | 9033 | 8862 | 8861 | 8782 |
|               | 2017 | 2019 | 2021 | 2022 | 2023 |